# Sint-Nicolaaskerk (Blija)
De Sint-Nicolaaskerk is een kerkgebouw in Blija in de Nederlandse provincie Friesland.

## Beschrijving
De laatgotische Sint-Nicolaaskerk op de terp van Blija is gebouwd in het begin van de 16e eeuw. Daarvoor stond er een romaanse kerk, waarvan de toren is blijven staan. De toren is enkele eeuwen ouder dan de kerk en dateert uit de 13e eeuw. De kerk werd gewijd aan Sint-Nicolaas. De kerk is eenbeukig en heeft een vijfzijdig gesloten koor. In een nis boven de huidige ingang aan de noordzijde staat een beeld van Sint-Nicolaas, gemaakt door de uit Ferwerd afkomstige kunstenaar Hans Jouta.
In de kerk bevinden zich enkele opvallende grafzerken, waaronder een portretzerk met de afbeeldingen van Janke van Unema († 1540), een vooraanstaand Friese edelman, en zijn vrouw Tet Wyboltsma († 1532). Janke van Unema is afgebeeld in volle wapenrusting. De zerk is gemaakt door Vincent Lucas. Vermoed wordt dat het overlijden van Tet Wyboltsma de aanleiding geweest zou zijn voor de bouw van de nieuwe kerk. Het kerkmeubilair dateert voor een groot deel uit het begin van de 18e eeuw. Het orgel is in 1870 gemaakt door de orgelbouwer Lambertus van Dam uit Leeuwarden.

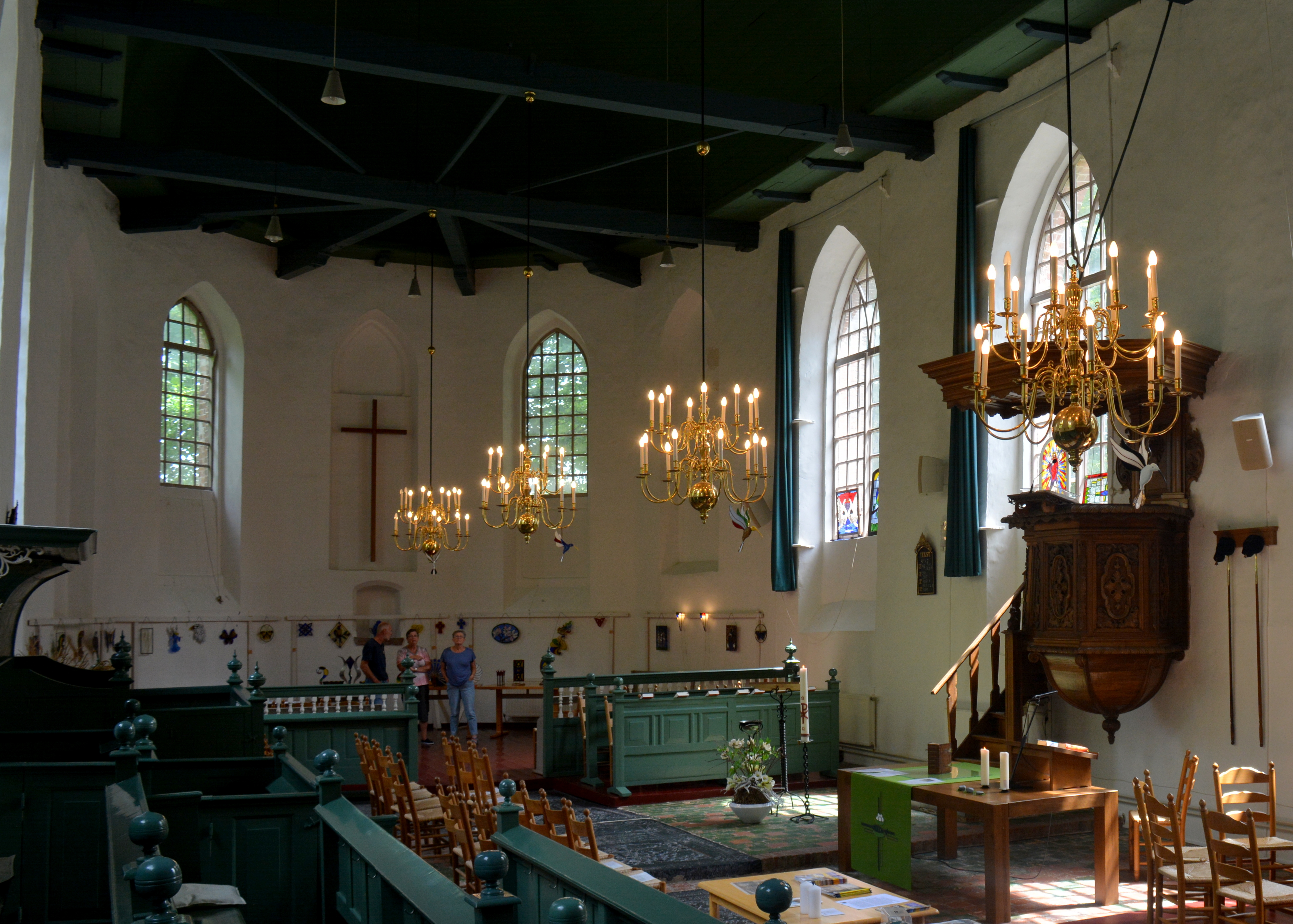
Interieur naar het oosten (2017)
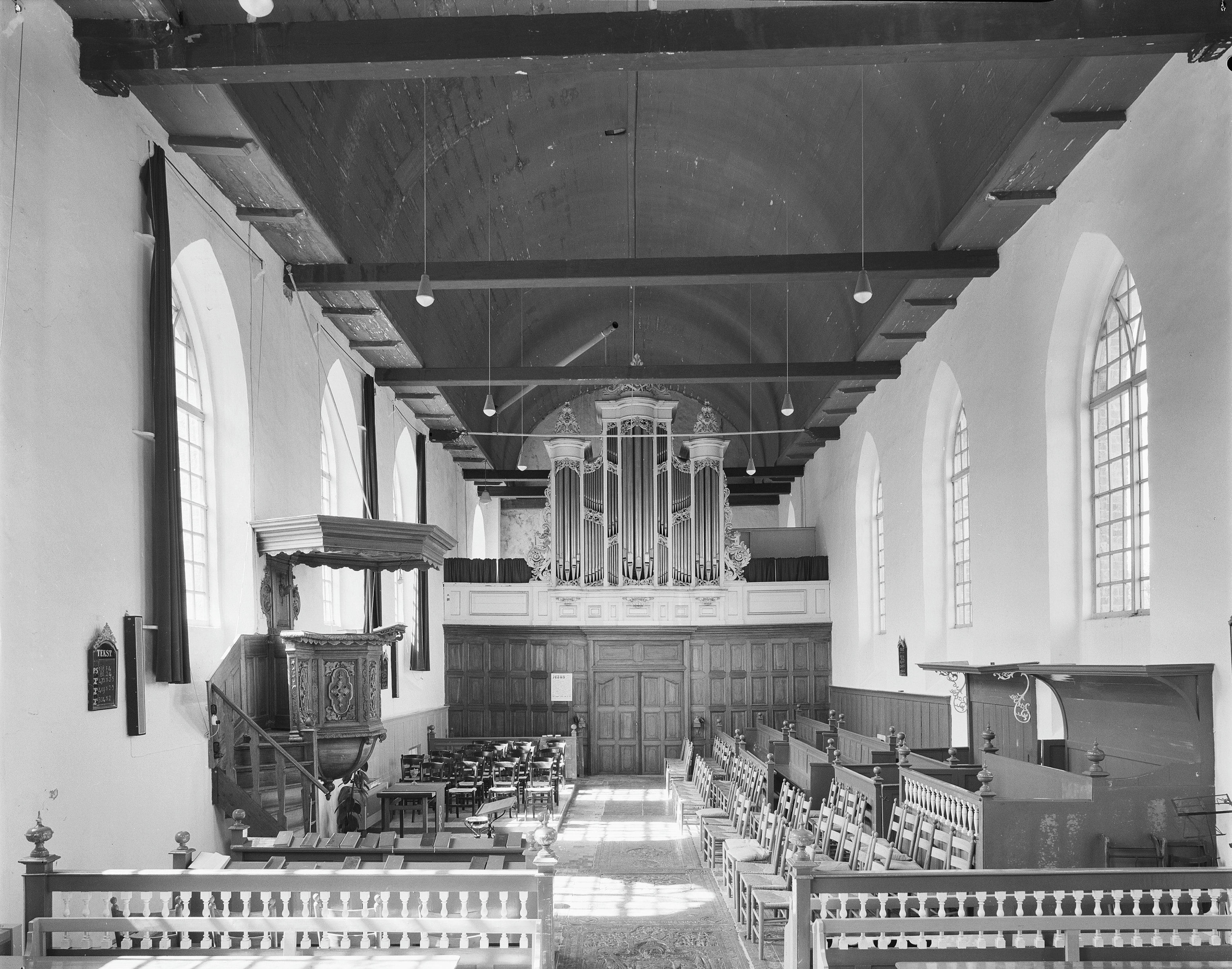
Interieur naar het westen (1975)
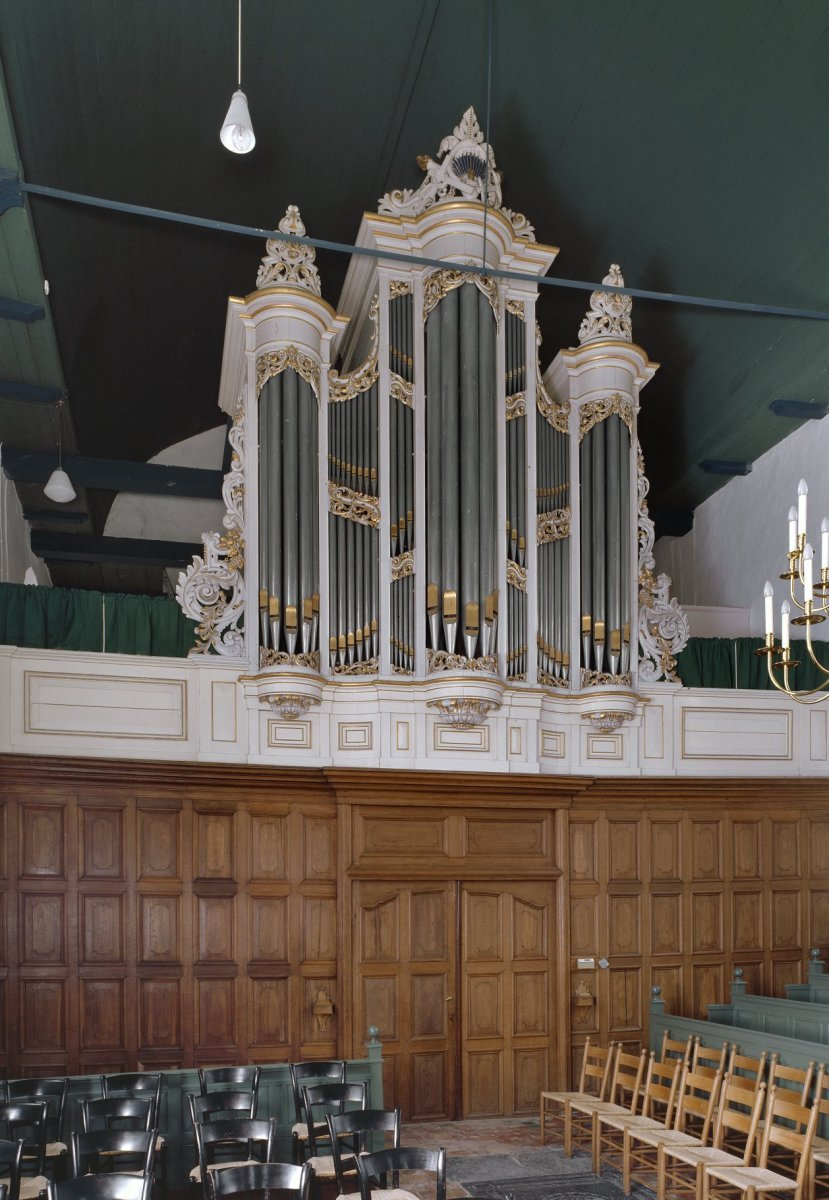
Interieur met orgel (2004)